# Antoine Armand
Antoine Armand (ur. 10 września 1991 w Paryżu) – francuski polityk i ekonomista, deputowany, w 2024 minister gospodarki, finansów i przemysłu.

## Życiorys
Prawnuk Louisa Armanda. Kształcił się w École normale supérieure w Paryżu. Ukończył ekonomię w PSE – École d'économie de Paris (2014) oraz stosunki międzynarodowe na Université Paris Sorbonne (2015). Został następnie absolwentem École nationale d’administration (2018). Podjął pracę jako urzędnik w generalnej inspekcji finansowej (IGF). Zaangażował się w działalność ugrupowania La République en marche w Górnej Sabaudii, stanął na jego czele w departamencie. W 2022 po raz pierwszy uzyskał mandat deputowanego do Zgromadzenia Narodowego. Z powodzeniem ubiegał się o poselską reelekcję w wyborach w 2024.
We wrześniu 2024 dołączył do rządu Michela Barniera, obejmując w nim stanowisko ministra gospodarki, finansów i przemysłu. Zakończył urzędowanie wraz z całym gabinetem w grudniu tego samego roku.